# HD 130084
Désignations
HD 130084 est une étoile variable suspectée de la constellation du Bouvier, située à 755 ± 6 a.l. (∼ 231 pc) de la Terre. Il s'agit d'une géante rouge de type spectral M1III, située sur la branche asymptotique des géantes (AGB) du diagramme H-R.